# Reloj de esqueleto

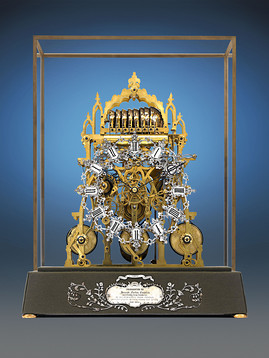
Reloj esqueleto inglés de Smith & Sons. fechado en 1864

Un reloj esqueleto es un reloj , que muestra su mecanismo, gracias a que las partes que ocultarían su funcionamiento interno del mecanismo se han eliminado o modificado significativamente para mostrarlo. 
Suelen estar dentro de vitrinas, exponiende a simple vista los diversos engranajes, ruedas y resortes dentro del propio movimiento . No existe una definición oficial de un reloj esqueleto per se, pero gran parte de los mecanismos principales del reloj deben ser claramente visibles desde el frente del reloj y, con mayor frecuencia, también desde la parte posterior para que sea considerado y aceptado como un reloj esqueleto. Las partes más comúnmente exhibidas por un diseño de esqueleto son aquellas que exhiben el mayor movimiento o el diseño más atractivo. Estos pueden incluir, entre otros, el escape, el volante y el resorte del volante, el resorte principal y el tourbillon . Por lo general, un reloj esqueleto no tiene esfera, esta es transparente o se ha limitado a un anillo alrededor del borde de la caja para proporcionar una superficie de montaje para los marcadores de hora. En el caso de los relojes de pulsera de esqueleto, la parte posterior suele estar hecha de cristal de zafiro u otro material transparente que permita examinar fácilmente las partes protegidas tanto por delante como por detrás.

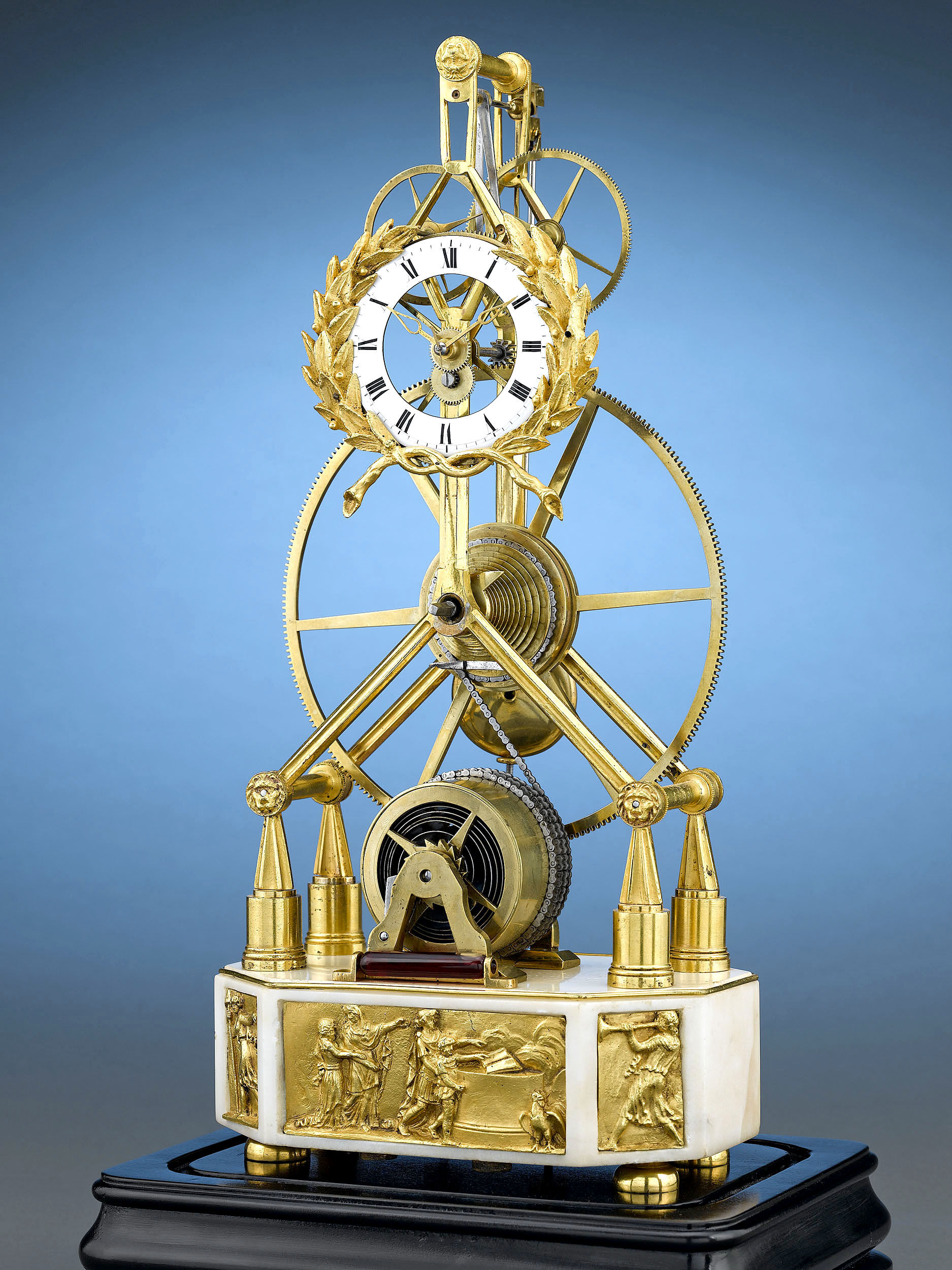
Reloj Esqueleto Gran Rueda Francés. Alrededor de 1840

Bastantes autores han publicado manuales de construcción sobre relojes esqueléticos en revistas de ingeniería de modelos y relojería en el Reino Unido y EE. UU., varios de los cuales (Reino Unido) han cesado sus operaciones. Sin embargo, el más conocido de estos autores hizo reimprimir los manuales en formato peine y estos aún están disponibles (2012). John Wilding escribió manuales sobre rueda grande, marco de desplazamiento elegante, rueda de cristal y tijeras. Bill Smith  escribió sobre los relojes esqueleto Lyre, Grasshopper y Epicicl.
La nomenclatura para los relojes Skeleton es algo diferente de la de los relojes con caja, por ejemplo, parte de la estructura de latón de un reloj alto se llama placa, para los esqueletos, un marco.
Roberts enumera los marcos de los relojes esqueléticos británicos: Rafter (incluido el marco en "Y" invertida), gótico, voluta (incluida la lira), floral (hoja de hiedra y arabesco) y arquitectónico.
Estas ilustraciones son de algunos relojes comerciales relativamente simples con marcos arquitectónicos de las catedrales británicas de Litchfield,York y el Pabellón Real de Brighton, Inglaterra. El fabricante es desconocido, todos tienen strike de paso.
Francia: Rafter (especialmente la “Y” invertida, un diseño típico francés), Glass y Keyhole (término de Roberts), así como diseños ornamentados.
El escape de un reloj esquelético suele ser diferente del que se usa en un reloj de pared. En Gran Bretaña, ancla (retroceso), golpe muerto, volante y tic tac. En Francia, pinwheel, coup perdu, (ambos dead beat), crossbeat o variante del escape de Dutretre.
La fuerza motriz suele ser una cuerda y, en Gran Bretaña, Fusee o, en Francia, un Going Barrel, aunque los relojes accionados por peso se fabricaban en estos tamaños pequeños con una duración de hasta un mes, generalmente con dos pesos enrollados alrededor del mismo barril. Los relojes británicos a veces usaban un Remontoire para impulsar la huelga. Los relojes de caja alta a menudo tenían un tren de hora y sonería, más tarde se agregó un tren de campanas. Los relojes de esqueleto utilizan un golpe de paso que sonaba solo una vez cada hora.
Hoy en día, el término reloj de esqueleto también se usa para describir los relojes de esqueleto modernos de pared. A diferencia de los del siglo XVIII, la mayoría de estos relojes contemporáneos funcionan con un mecanismo de cuarzo a pilas. El movimiento de cuarzo utilizado es un mecanismo de plástico de bajo costo, producido en masa, sin valor decorativo. Está disfrazado dentro del cuerpo del reloj, por lo tanto, el diseño del esqueleto se expresa en la forma abierta de la esfera del reloj. Estos relojes tampoco tienen una placa posterior visible. El fondo de la pared se puede ver entre los números o el marco. La mayoría de los relojes tienen un diseño minimalista que se puede fabricar fácilmente a gran escala. Esto los hace baratos y populares. 

## Otras lecturas
- Roberts, Derek. Relojes esqueléticos continentales y americanos . West Chester : Schiffer, 1989.ISBN 0-88740-182-1.
- Royer-Collard, FB Skeleton Clocks . Londres : NAG, 1969 y 1977.ISBN 0-7198-0110-9.

- Datos: Q15221560
- Multimedia: Skeleton clocks / Q15221560